# Operation Soberanía
Die Operativo afianzamiento de la soberanía (spanisch Operation Sicherung der Souveränität), kurz Operation Soberanía, war eine von Argentinien gegen Chile vorbereitete militärische Invasion zur Eroberung des Beagle-Kanals. Sie wurde am 22. Dezember 1978 gestartet, aber wenige Stunden später abgebrochen. Diese Eskalation des Beagle-Konflikts seitens Argentiniens wird als einer der Gründe für die Unterstützung des Vereinigten Königreiches durch Chile während des Falklandkriegs angesehen.

## Ausgangssituation
→ Hauptartikel: Schiedsgericht im Beagle-Konflikt
Um den Beagle-Konflikt über die Inseln und die maritimen Rechte südlich des Beagle-Kanals zu beenden, hatten Chile und Argentinien beschlossen, 1971 den Disput vor einem gemeinsam aufgerufenen Tribunal zu verhandeln. Sie wählten gemeinsam die fünf Richter aus dem Internationalen Gerichtshof von Den Haag und vereinbarten, dass nach internationalem Recht gehandelt werden sollte. Aus historischen Gründen sollte das Tribunal im Namen der britischen Krone Recht sprechen. Am 22. Mai 1977 verkündete Königin Elisabeth II. das Urteil, das im Wesentlichen die chilenische Position übernahm. Am 25. Januar 1978 erklärte Argentinien das Urteil für null und nichtig und begann, auf Chile militärisch Druck auszuüben um eine Annullierung des Urteils und eine Grenzziehung passend zu den argentinischen Interessen durchzusetzen.

### Das militärische Ungleichgewicht
Chile, ein Land mit langem und schmalem Territorium, musste sich einem Land entgegenstellen, das doppelt so viele Einwohner hatte, ein doppelt so hohes Pro-Kopf-Einkommen hatte und riesige geographische Vorteile besaß.
Die Spannung blieb bis nach dem Falklandkrieg und verursachte enorme Kosten auf beiden Seiten der Anden.
Nach der Ermordung von Orlando Letelier in Washington, D.C. 1976 waren die Vereinigten Staaten von Amerika auf Distanz zu Chile gegangen und hatten durch Gesetz den Verkauf von Waffen an Chile verboten (Kennedy-Amendment, später International Security Assistance and Arms Export Control Act von 1976).
Österreich und Deutschland lieferten keine Waffen an Chile. Am 6. März 1978 stellte Der Spiegel fest:

„… seit 1974 verhalf Bonn zudem den Streitkräften fast aller südamerikanischen  Meeresanrainer (Ausnahme: Chile) zu stärkerer Seetüchtigkeit …“

Das Vereinigte Königreich, Deutschland, Österreich und Frankreich verkauften auch während der heißesten Phase des Konflikts Waffen an Argentinien und die Vereinigten Staaten unterhielten gute Beziehungen mit der Junta in Buenos Aires, dank der argentinischen Hilfe an die USA in Mittelamerika. Allerdings wurde später das Kennedy-Amendment auch auf Argentinien angewendet.
Im Dezember 1978, als ein Ausbruch des Krieges unvermeidbar erschien, vereinbarten Blohm + Voss und die argentinische Junta den Bau von vier Zerstörern; ein Geschäft, das manche Beobachter in Deutschland als verfassungswidrig ansahen:

„Im Grunde war die Bereitschaft von Thyssen und B + V, die argentinische Aggressionspolitik zu unterstützen, nach Artikel 26 des Grundgesetzes verfassungswidrig und hätte bestraft werden müssen.“

Frankreich verkaufte und lieferte 1978 zwei Korvetten Typ D'Estienne D'Orves A-69 mit Exocet-Raketen bewaffnet, ursprünglich für das Apartheid-Regime in Südafrika gebaut. Die „Good Hope“ und „Transvaal“ durften wegen des UN-Embargos nicht ausgeliefert werden. In Argentinien wurden sie in ARA Drummond und ARA Guerrico umbenannt. Das Vereinigte Königreich lieferte seinem späteren Kriegsfeind Type 42 Zerstörer: am 19. September 1977 wurde in der „Vickers Shipbuilding & Engineering Limited (VSEL)“ Werft in Barrow-in-Furness der „ARA Hércules“ (gebaut und ausgerüstet im UK) und am 28. November 1981 in Portsmouth der „ARA Santísima Trinidad“ (gebaut in Argentina, ausgerüstet im UK) der argentinischen Kriegsmarine übergeben.
Alle diese Rüstungsverkäufe wurden zu der Zeit vereinbart oder ausgeführt, als Argentinien den völkerrechtsverbindlichen Schiedsspruch (Laudo Arbitral) schon abgelehnt hatte (25. Januar 1978) und der Zweck der Aufrüstung Argentiniens (zumindest dem „Spiegel“) bekannt war:

„… militärische Stärke vor der Küste des (chilenischen) Feuerlands oder der britischen Falkland-Inseln zu demonstrieren.“

Ein Überblick über das Ungleichgewicht gibt die nebenstehende Tabelle mit den Militärausgaben beider Länder.
| Land\Jahr                                                   | 1976  | 1977  | 1978  | 1979  | 1980  | 1981  |
| ----------------------------------------------------------- | ----- | ----- | ----- | ----- | ----- | ----- |
| Chile                                                       |       |       |       |       |       |       |
| Militärausgaben                                             | 487   | 566   | 713   | 951   | 1.128 | 949   |
| Prozentsatz von BSP                                         | 3,5   | 3,5   | 4,1   | 4,6   | 5,2   |       |
| Argentinien                                                 |       |       |       |       |       |       |
| Militärausgaben                                             | 2.702 | 2.225 | 2.339 | 2.641 | 2.126 | 2.241 |
| Prozentsatz von BSP                                         | 2,2   | 2,0   | 2,3   | 2,5   | 2,0   |       |
| * Die Militärausgaben sind in Millionen US-Dollar von 1979. |       |       |       |       |       |       |

Dieses zahlenmäßige Ungleichgewicht konnte teilweise durch folgende Faktoren gemildert werden:
- Chile verwendete einen höheren Anteil seines Bruttonationaleinkommen für Landesverteidigung[3]
- Verteidigung impliziert weniger Risiken als Angriff[9]
- Die ständigen Einmischungen der argentinischen Streitkräfte seit den 1930er Jahren in die Tagespolitik hatten ihre beruflichen Fähigkeiten deutlich geschmälert.[9]
- Die Anden sind eine natürliche und meist schwer zugängliche Barriere.

Die argentinische Übermacht erreichte nicht das 3:1 Niveau, das für eine hohe Wahrscheinlichkeit eines Sieges als notwendig erachtet wird.
Über Disziplin, Moral, Motivation, Fertigkeiten, Versorgung, Wartung, über die Fähigkeiten des Offizierskorps und der politischen Führung, die wichtiger sind als bloße Zahlen, konnte man im Voraus nur spekulieren.
In einem Interview schätzte der damalige Botschafter der Vereinigten Staaten in Argentinien, Raúl Héctor Castro, die Meinung des argentinischen Militärs zum geplanten Krieg mit folgenden Worten ein:
„Ellos suponían que iban a invadir Chile, Santiago, especialmente. Les parecía algo muy fácil; una cuestión de cruzar la frontera y que los chilenos se iban a dar por vencidos. Y yo les decía: No, no, se equivocan. Ellos tienen una armada mejor que la de ustedes. Están bien armados, son muy fuertes“
(Übersetzung: „Sie dachten, sie könnten vor allem in Santiago einmarschieren, einfach die Grenze überqueren und die Chilenen würden die Waffen strecken. Ich sagte ihnen, nein, ihr macht einen Fehler, sie sind gut bewaffnet und ihre Marine ist besser als eure.“)
Augusto Pinochet sah dagegen einen langen und blutigen Krieg voraus. In einem Interview meinte er: „una guerra de montonera, matando todos los días, fusilando gente, tanto por parte de los argentinos como por nuestra parte, y al final, por cansancio, se habría llegado a la paz“. (Übersetzung: „Ein Krieg zwischen Partisanen, jeden Tag hätte man Menschen ermordet, exekutiert, sowohl von unserer Seite als von Seite der Argentinier, am Ende hätte man, aus Abnutzung, den Frieden geschlossen.“)

## Der Aktionsplan
Obwohl amtliche Stellungnahmen oder Dokumente über die Planung des Angriffskrieges fehlen, gibt es aus allen Schichten der argentinischen Gesellschaft so viele Berichte zu diesem Plan, dass seine Existenz nicht in Zweifel gezogen werden kann.
Dem Angriff sollte eine argentinische Klage vor dem UNO-Sicherheitsrat vorangehen, über eine militärische Besetzung der umstrittenen Inseln durch Chile.
Danach sollten Truppen die Inseln besetzen, wobei von der Regierung in Buenos Aires kein chilenischer Widerstand oder nur ein symbolischer Widerstand erwartet wurde. Wenn nötig würde die argentinische Armee in das kontinentale Territorium Chiles eindringen und das Land an mehreren Stellen durchtrennen.
Am 21. Dezember 1978 erteilte die argentinische Junta den Befehl, die umstrittenen Inseln militärisch zu besetzen. Nach mehr als 20 Tagen auf hoher See und mindestens einer Verschiebung, setze sich die argentinische Flotte in der Nacht vom 21. zum 22. Dezember 1978 in Bewegung, um die Inseln am Kap Hoorn unter argentinische Souveränität zu stellen.
Die „Operation Soberania“ wurde vom Generalstab der argentinischen Streitkräfte (Estado Mayor Conjunto de las Fuerzas Armadas Argentinas) unter dem Namen „Gemeinsamer Plan der gegen Chile geplanten Operationen“ (Planeamiento Conjunto de Operaciones Previstas contra Chile) geführt.
Das strategische Konzept, mit dem man die politischen Ziele (die Souveränität über die Inseln) erreichen wollte, beruhte auf zwei Prämissen:
1. Chile sollte als Folge der in Vorbereitung stehenden militärischen Handlungen bald kapitulieren, und
2. Chile sollte die geforderten Gebiete an Argentinien abtreten, danach würden die argentinischen Truppen aus den anderen während der Offensive besetzten Gebiete abgezogen.

Die Planung wurde generalstabsmäßig ausgeführt. Die (neuen) Grundlagen der Militärpolitik (Directiva Estratégica Militar), die von der Junta angenommen wurden, enthielten die Kriegsziele (concepto general de la guerra), politische Ziele (objetivo político de guerra bélico) und die personelle Grundplanung (organización de las fuerzas), wie auch einen Mobilmachungsplan (Plan de Movilización), einen Aufklärungsplan (Plan de Inteligencia) und einen Operationsplan (Plan de Intrusión).
Argentinien erwartete eine sofortige Reaktion auf die Invasion seitens der UN, der USA und anderer Länder. Aus diesem Grund planten die Militärs, den größtmöglichen Landgewinn von chilenischem Gebiet schnellstens zu erreichen, um nach wenigen Tagen einen Waffenstillstand zu akzeptieren, mit diesem Status quo als Ausgangslage. Danach hätte man die Friedenstruppen der Vereinten Nationen geholt, um die verfeindeten Armeen auseinanderzuhalten. Argentinien hätte dann aus einer Position der Stärke heraus verhandelt.
Die Planung berücksichtigte auch die Möglichkeit, dass Peru, das am Anfang der 1970er Jahre von einer linken Militärdiktatur unter Juan Velasco Alvarado regiert wurde, sich an dem Angriff beteiligen könnte. Peru war das erste südamerikanische Land, das sowjetische T-55 und MIG-21 kaufte, was die USA sehr misstrauisch machte. Es soll einen Plan von Edgardo Mercado Jarrín, General (a. D.) und Außenminister Perus, gegeben haben, der eine peruanische Offensive im Norden Chiles vorsah sobald die Gefechte im Süden Chiles ausbrachen. Beamte der argentinischen Botschaft in Lima versuchten vom damaligen peruanischen Außenminister José de la Puente Radbill eine geheime Zusage für die peruanische Beteiligung am Krieg zu erhalten. De La Puente lehnte ab und erinnerte die Argentinier daran, dass 100 Jahre davor Argentinien sich am Salpeterkrieg gegen Chile nicht beteiligt hatte und sogar die Situation ausgenutzt hatte, um zu einem Einverständnis mit Chile in der Grenzfrage zu kommen. Das hat später de La Puente Rabdill dem chilenischen Außenminister Hernán Cubillos kundgetan und ihm versichert, dass sich Peru an einem Krieg gegen Chile nicht beteiligen würde. Trotzdem blieb die Spannung im Norden Chiles erhalten.
Eine Beteiligung von Bolivien (gegen Chile), Brasilien (gegen Argentinien) oder Ecuador (gegen Peru) konnte man a priori nicht ausschließen.
Vom Plan Soberania waren zum 14. Dezember 1978 schon die Phasen Mobilmachung der regulären Streitkräfte und die teilweise Mobilmachung der Reserve ausgeführt.

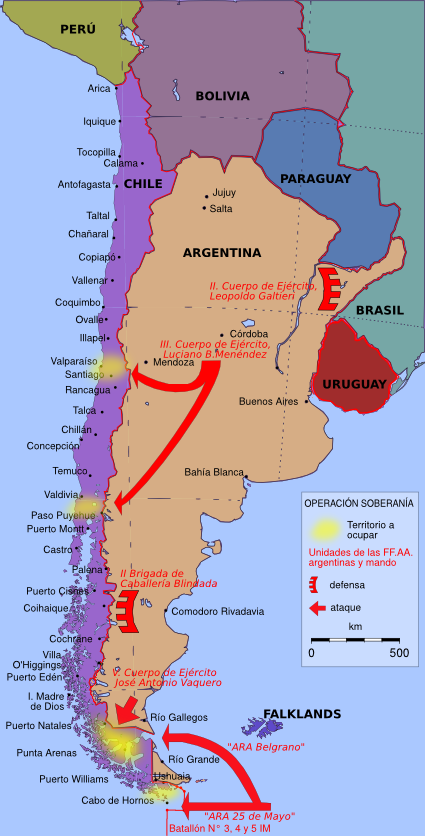
Operation Soberania: Aufstellung der argentinischen Streitkräfte für den Angriff auf Chile am 22. Dezember 1978

Der argentinische Angriff war wie folgt geplant:
1. Ab 20:00 Uhr am 22. Dezember 1978 sollte die argentinische Kriegsflotte mit der Marineinfanterie (Batallón N° 5) die Inseln Kap Hoorn Freycinet, Hershell, Deceit und Wollaston (wenige Kilometer nördlich vom Kap Hoorn) besetzen.
2. Um 22:00 Uhr am 22. Dezember 1978 sollte die argentinische Kriegsflotte mit der Marineinfanterie (Batallones N° 3 und N° 4) die Inseln Picton, Nueva und Lennox besetzen und damit die Kontrolle über den Beagle-Kanal erlangen.
3. Die Landoffensive würde um 24:00 des 22. Dezember 1978 beginnen. Das V. Armeekorps würde aus Santa Cruz (argentinische Provinz) angreifen und Puerto Natales und Punta Arenas, die zwei größten chilenischen Städte in Patagonien, besetzen.
4. Später, ab 06:00 vom 23. Dezember 1978 sollte die argentinische Luftwaffe die chilenische Luftwaffe zerstören (Diese Verspätung ist erklärlich, wenn man weiß, dass infolge des Waffenembargos die chilenische Luftwaffe keine Gefahr für die argentinische Operationen darstellte).
5. Zuletzt würde man eine Offensive mit dem III. Armeekorps (in Mendoza) starten, um durch die Andenpässe Los Libertadores, Maipo und Puyehue (heute Paso Fronterizo Cardenal Samoré) in Chile einzumarschieren und das Land mehrfach zu trennen.

Dazu waren folgende Kräfte vorgesehen:
Heer (Unter dem Befehl vom Roberto Viola):
- II. Armeekorps unter dem Befehl von Leopoldo Galtieri. Aufgabe: Die Grenze zu Brasilien schützen und einen eventuellen Einmarsch brasilianischer Truppen in Argentinien abwehren.
- III. Armeekorps unter dem Befehl von Luciano Benjamín Menéndez. Aufgabe: Von Mendoza aus in Chile eindringen und wenn möglich Santiago de Chile und Valparaíso militärisch besetzen.
- V. Armeekorps unter dem Befehl von José Antonio Vaquero. Aufgabe: von Santa Cruz aus in Chile einmarschieren und Puerto Natales und Punta Arenas besetzen. Später sollte das V. Armeekorps das II. Armeekorps in Mittelchile unterstützen.
- Die II. Panzerbrigade, zu dem II. Armeekorps gehörend, sollte in Comodoro Rivadavia bleiben um einen möglichen chilenischen Angriff gegen Río Mayo (Chubut) abzuwehren.

Kriegsmarine (Unter dem Befehl von Konteradmiral Humberto Barbuzzi):
Aufgabe: sich der chilenischen Kriegsmarine entgegenzustellen und die Besetzung der Inseln um Kap Hoorn zu erzwingen. Dafür teilte sie sich in zwei Kampfgruppen (Grupos de Tarea, GDT)
- GDT 1: Der Flugzeugträger Veinticinco de Mayo, mit seinem gesamten GAE (Grupo Aéreo Embarcado): 8 Douglas A-4Q, 4 Grumman S-2 Tracker, 4 Sikorsky S-61D4 Sea King und einer Alouette, der Zerstörer ARA Hércules mit MM-38 Exocet und die neu aus Frankreich angekommenen Korvetten Drummond und Guerrico als Begleitschiffe.
- GDT 2: Der Kreuzer General Belgrano und die Zerstörer Rosales, Bouchard und Piedra Buena. Die Aufgabe dieser Gruppe bestand darin, den Landungsschiffen Cįndido de Lasala und Cabo San Antonio Deckung zu geben. Ebenfalls zu dieser Gruppe gehörten der Öltanker Punta Médanos und andere Versorgungsschiffe der Yacimientos Petrolíferos Fiscales, der damals staatlichen argentinischen Ölgesellschaft.

GDT1 sollte die Landung auf den Inseln unterstützen und GDT2 sollte an der östlichen Mündung der Magellanstraße warten um sich später an der Besetzung eines chilenischen Hafens zu beteiligen.
Luftwaffe (Unter dem Befehl von General Ramón Agosti)
Zuerst hatte man vorgesehen, die argentinische Luftwaffe gegen Ziele in Punta Arenas und Puerto Williams und zur Zerstörung der chilenische Luftwaffe einzusetzen, aber die Marine erbat im November 1978 die Unterstützung der Luftwaffe, weil die Gefahr, die von den chilenischen Hubschraubern aus den chilenischen Schiffen ausging, zu groß war.

### Verluste
Der Plan schätzte die Anzahl der Toten auf 5100 auf argentinischer und 3200 auf chilenischer Seite, falls die Chilenen eine defensive Haltung einnehmen würden. Die spanische Zeitung El País und die argentinische Zeitung La Nación nennen Schätzungen zwischen 30.000 und 50.000 Tote im Laufe des Krieges.

### Die Richtlinien für die Zeit nach der Invasion
Für die Phase nach der Besetzung der Inseln wurden von der argentinischen Marine die Instrucciones Políticas Particulares para la Zona Austral para la Etapa Posterior a la Ejecución de Actos de Soberanía en las Islas en Litigio (Besondere politische Richtlinien für die Phase nach der Ausübung Hoheitsakte auf den umstrittenen Inseln). Diese sahen vor:
- Die Definition der geographischen Zone, in der Argentinien seine Hoheit mit Waffengewalt durchsetzen würde.
- Die neuen Schifffahrtsrechte, die Argentinien Chile gewähren würde.
- Prozedur im Falle einer chilenischen Weigerung:
  - (wörtlich) „Man wird keiner Drohung nachgeben, und man wird keine chilenischen Proteste akzeptieren, auch nicht wenn Waffengewalt angedroht wird“.
  - (wörtlich) „3.2) Wenn im Falle einer argentinischen Weigerung (vor einer chilenischen Drohung) mit Waffen angegriffen wird, wird man das eigene Feuer frei geben, und man wird sofort aufhören, wenn der Feind außer Gefecht gesetzt worden ist“.
  - (wörtlich) „3.3) Chilenische Schiffbrüchige oder Verletzte sind zu bergen, behandeln und in die Orte zu transportieren, wo das Marine-Zonenhauptquartier es vorgesehen hat“.
  - (wörtlich) „3.4) Wenn infolge der Aktion andere Chilenen gefangengenommen werden, sind sie zu transportieren, wo das Marine-Zonenhauptquartier es vorgesehen hat“.
- Sollte ein chilenisches Schiff die neue Schifffahrtsrechte verletzen, war vorgesehen:
  - zu helfen, wenn keine Absicht bei der Verletzung.
  - zu mahnen im Falle absichtlicher Verletzung
  - (wörtlich) „4.2.5) Wenn trotz Mahnung die Verletzung fortgesetzt wird, soll man von den Waffen Gebrauch machen, so weit wie nötig, um den Feind an der Vollendung seiner Absicht zu hindern oder um ihn außer Gefecht zu setzen.“
  - (wörtlich) „4.2.5) Wenn  man während des Zwischenfalls unter feindliches Feuer gerät, soll man von den eigenen Waffen Gebrauch machen und aufhören, wenn der Feind außer Gefecht ist“.

## Chiles Vorbereitung

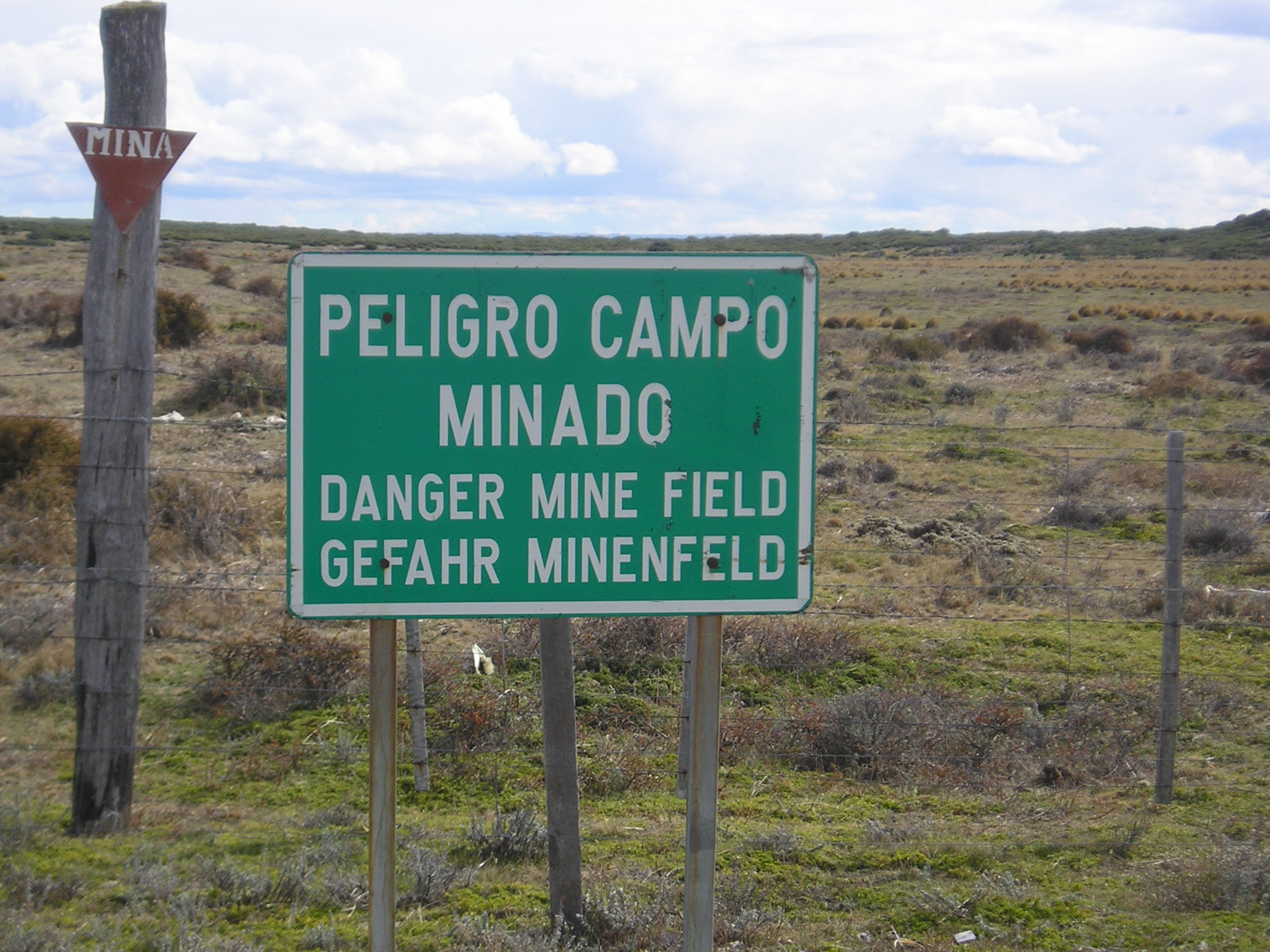
Minenfeld in Feuerland, 2006 fotografiert

Das chilenische Militär war über die Bewegungen der argentinischen Flotte sowie die Aufstellungsorte der argentinischen Truppen an der Grenze informiert und wartete bereits auf den Angriff. Die chilenische Flotte, vorher verteilt in den Fjorden der Inseln um das Kap Hoorn, wartete am 22. Dezember 1978 in zwei Gruppen geteilt auf die argentinische Landung. Ein Überraschungsangriff konnte es nicht mehr werden. Der Vizeadmiral Raúl López, Chef der chilenische Flotte, wurde Jahre später in einen Interview für das Buch La Escuadra en accion über seine Pläne gefragt, aber er behielt die definitive Antwort für sich, ob er warten oder zuerst angreifen wollte.
Chile hat in den 1970er Jahren manche Sektoren seiner Grenze zu Peru, Bolivien und Argentinien vermint und Andenpässe gesprengt.
Die Pläne Chiles zu seiner Verteidigung sind nicht öffentlich bekannt.

## Der Abbruchbefehl
Am 22. Dezember 1978, machte ein starker Sturm die Landung der argentinischen Kräfte, die schon seit 20 Tagen auf hoher See waren, unmöglich. Gleichzeitig traf in Buenos Aires ein Angebot des Papstes Johannes Paul II. zur Vermittlung im Konflikt ein. Nachdem ein gemeinsames Vermittlungsgesuch an den Papst an der Weigerung der argentinischen Regierung am 12. Dezember 1978 gescheitert war, lancierte der Papst ein neues Vermittlungsangebot.
Diesmal zog die argentinische Junta den Marschbefehl zurück.
Ob die argentinischen Truppen die Grenze überschritten haben oder nur auf den Befehl warteten, kann nicht mehr definitiv ermittelt werden. Argentinische Quellen behaupten, dass Truppen in das benachbarte Land einmarschiert sind, das würde aber die Theorie widerlegen, wonach der Einmarsch nur als eine zweite Phase des Kampfes um die Inseln stattfinden sollte.
Die argentinische Marine kam nicht bis zu den Landungsabschnitten, 4 oder 10 Stunden (je nach Quelle) vor dem Beginn der Operationen machte sie eine Kehrtwende und entfernte sich aus der Konfliktzone.
Warum Argentinien den entscheidenden Schritt in den Krieg nicht unternahm, ist nicht endgültig beantwortet. Zweifellos war die moralische Autorität des Papstes ein Grund dafür. Auch die Gewissheit der internationalen Ächtung als Aggressor (wie es ihnen der USA-Botschafter in Buenos Aires unmissverständlich mitteilte) kann eine Rolle in die Abbruchsentscheidung gespielt haben. Außerdem verschwand die Sicherheit eines „symbolischen“ Widerstands und eines schnellen Sieges im Laufe der Zeit, als trotz der massiven Bedrohung militärischer Gewalt Pinochet nicht nachgab.
Alejandro Luis Corbacho sagt dazu:

„The newspaper Clarín explained some years later that such caution was based, in part, on military concerns. In order to achieve a victory, certain objectives had to be reached before the seventh day after the attack. Some military leaders considered this not enough time due to the difficulty involved in transportation through the passes over the Andean Mountains.“

und in der Fußnote 46:

„According to Clarín, two consequences were feared. First, those who were dubious feared a possible regionalization of the conflict. Second, as a consequence, the conflict could acquire great power proportions. In the first case decisionmakers speculated that Peru, Bolivia, Ecuador, and Brazil might intervene. Then the great powers could take sides. In this case, the resolution of the conflict would depend not on the combatants, but on the countries that supplied the weapons.“